# 芸能人専用タクシー し〜たく
『芸能人専用タクシー し〜たく』（げいのうじんせんようタクシー しいたく）は、テレビ東京系のスポパラ枠内で毎週水曜日深夜0時12分から0時53分まで放映されたバラエティ番組である。2005年4月6日放映開始。2005年9月28日に終了した。
2002年 - 2004年の正月の深夜に放送され好評だった為、レギュラー化された。

## 概要
当番組はタクシー内を舞台にした全編ロケのトーク番組で、「運転手と客の会話」を繰り広げる。更にタクシーの利点を生かし、都内各所のスポットを巡る企画もある。
運転手に扮するのは中山秀征。使用車は日産・セドリック。
最初は純粋に中山とゲストがタクシーでトークする番組だったが、スタート当初から水着姿のグラビアアイドルを乗せる「1メーターのひめごと」など、深夜らしい企画があった。徐々にそういう方面が番組の柱になり、後半は若手芸人とグラビアアイドルをゲストに迎え水泳大会などさまざまな深夜らしい企画の番組になった。俗に言うお色気番組である。
「1メーターのひめごと」では「水泳大会」では類家明日香いじり、岡田ひかりのM字開脚、春川由菜のY字開脚などさまざまな名場面が生まれた。またハプニングが起きやすいように、わざと急ブレーキをかけるなどの演出もしていたことがあった。
またゲイ告白する少し前の前田健がカンニング竹山への異常な愛を語ったり、Take2の東貴博が女性に騙されまくっている事を語ったり、さわやかなイメージのあるアンジャッシュの渡部建が雑誌編集者への怒りをぶちまけたり・合コン好きであることを暴露されるなど、さまざまな若手芸人が他の番組では見られない「素」の部分をのぞかせていた。

## 主なゲスト出演者
- 原口あきまさ（ドライバー見習いとして登場。水泳大会には毎回レポーターで参加）
- はなわ（水泳大会には毎回レポーターで参加）
- 前田健
- 東貴博
- アンジャッシュ
- アメリカザリガニ
- スピードワゴン（危険コンビ（セクハラコンビ）とされアイドルが出演した際は中山が注意していた。）
- 類家明日香
- 岡田ひかり
- つーから（「1メーターのひめごと」で片乳ポロリ）
- 原幹恵
- 福島和可菜
- 夏目理緒
- 杏さゆり

## スタッフ
- ナレーター：真地勇志
- 構成：江戸川ダビ夫、新井宏彰、西秀進
- 技術協力：池田屋、IMAGICA
- 美術協力：渡辺勝、山口武治（ING）
- カメラ：菊池守
- VE：善方光一
- 編集：森本高生、田郡章裕
- MA：土屋信
- CG：谷本篤史
- 音響効果：星裕介（4-Legs）
- TK：石井成子
- AP：高橋美奈
- ディレクター：須田基之、石井栄一、太田兼二、橋本伸行
- 演出 : 須藤勝、阿部一志
- プロデューサー：井関勇人（テレビ東京）、三浦政信
- 製作：テレビ東京、BEE BRAIN

## 放映ネット局
| 放送対象地域   | 放送局                       | 系列           | 放送曜日と時間                 | 放送日の遅れ |
| -------------- | ---------------------------- | -------------- | ------------------------------ | ------------ |
| 関東広域圏     | テレビ東京（し〜たく製作局） | テレビ東京系列 | 毎週水曜 深夜0時12分 - 0時53分 |              |
| 北海道         | テレビ北海道（TVH）          | テレビ東京系列 | 毎週水曜 深夜0時12分 - 0時53分 |              |
| 中京広域圏     | テレビ愛知（TVA）            | テレビ東京系列 | 毎週水曜 深夜0時12分 - 0時53分 |              |
| 近畿広域圏     | テレビ大阪（TVO）            | テレビ東京系列 | 毎週水曜 深夜0時12分 - 0時53分 |              |
| 岡山県・香川県 | テレビせとうち（TSC）        | テレビ東京系列 | 毎週水曜 深夜0時12分 - 0時53分 |              |
| 福岡県         | TVQ九州放送                  | テレビ東京系列 | 毎週水曜 深夜0時12分 - 0時53分 |              |
| 宮城県         | 東日本放送（KHB）            | テレビ朝日系列 | 毎週土曜 深夜0時30分 - 1時10分 |              |
| 福島県         | テレビユー福島（TUF）        | TBS系列        | 毎週月曜 深夜0時40分 - 1時20分 | 12日遅れ     |
| 新潟県         | 新潟放送（BSN）              | TBS系列        | 毎週月曜 深夜0時30分 - 1時10分 | 12日遅れ     |
| 石川県         | テレビ金沢（KTK）            | 日テレ系列     | 毎週金曜 深夜0時39分 - 1時19分 | 9日遅れ      |
| 静岡県         | 静岡放送（SBS）              | TBS系列        | 毎週水曜 深夜1時54分 - 2時34分 | 24日遅れ     |
| 滋賀県         | びわ湖放送（BBC）            | 独立UHF局      | 毎週木曜 深夜1時45分 - 2時25分 | 8日遅れ      |
| 熊本県         | 熊本県民テレビ（KKT）        | 日テレ系列     | 毎週金曜 深夜1時44分 - 2時24分 | 9日遅れ      |